# Karl Kaiser (Politiker)

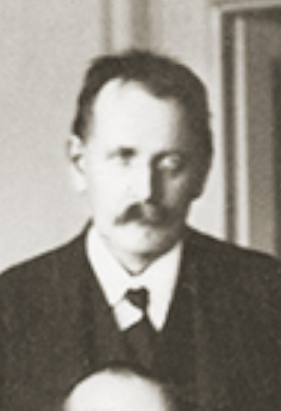
Karl Kaiser (1921)

Karl Johann Kaiser (* 3. November 1866 in Schellenberg; † 21. Februar 1935 ebenda) war ein liechtensteinischer Politiker.

## Biografie
Karl Kaiser war der Sohn der Landwirts Josef Kaiser, der Gemeindevorsteher von Schellenberg war. Karl Kaiser war ein Bürger der Gemeinde Schellenberg und arbeitete als Landwirt. Von 1903 bis 1915 gehörte er dem Gemeinderat von Schellenberg an und war im Anschluss von 1915 bis 1927 Vorsteher dieser Gemeinde. 1918 war Karl Kaiser eines der Gründungsmitglieder der Fortschrittlichen Bürgerpartei. Für seine Partei sass er von 1918 bis 1932 als Abgeordneter im Landtag des Fürstentums Liechtenstein.
Des Weiteren war er von 1922 bis 1927 stellvertretender Richter am Obergericht.
Kaiser heiratete 1895 Rosa Goop. In zweiter Ehe war er mit Engelina Hasler verheiratet. Aus beiden Ehen gingen mehrere Kinder hervor.